# William Eustis

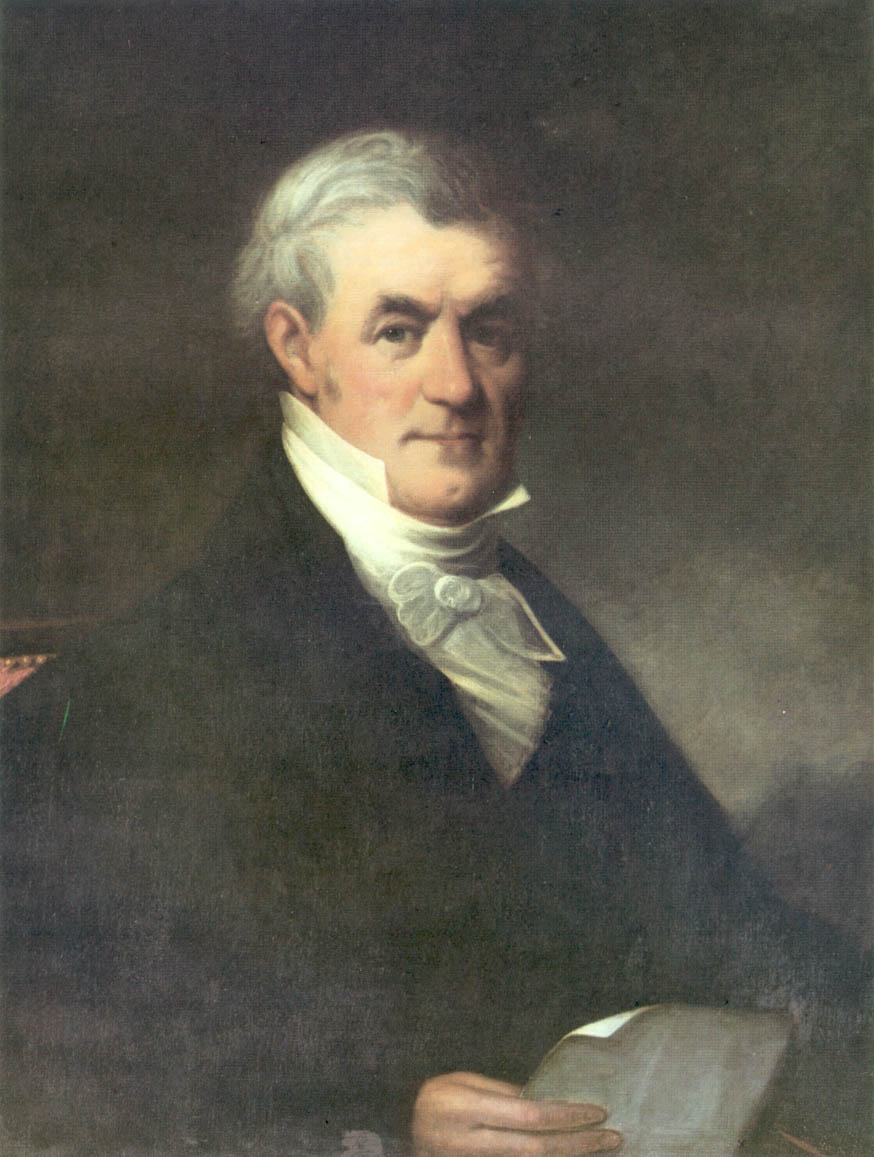
William Eustis

William Eustis (* 10. Juni 1753 in Cambridge, Province of Massachusetts Bay; † 6. Februar 1825 in Boston, Massachusetts) war ein US-amerikanischer Politiker.

## Werdegang
Eustis besuchte die Lateinschule Boston Latin School, bevor er sich an der Harvard University einschrieb und 1772 promovierte. Er studierte Medizin unter Joseph Warren und half, die Verwundeten nach der Schlacht von Bunker Hill zu pflegen, bei der Warren getötet wurde. Eustis diente während des Amerikanischen Unabhängigkeitskriegs in der Kontinentalarmee als Chirurg des Artillerieregimentes bei Cambridge und dann als Chirurg in einem Krankenhaus.
Nach dem Krieg trat Eustis einer Arztpraxis in Boston bei und war als Chirurg bei dem Shays Rebellion Feldzug zwischen 1786 und 1787. Er war zwischen 1786 und 1810 sowie 1820 Vizepräsident der Society of the Cincinnati.
Von 1788 bis 1794 war Eustis bei dem Massachusetts General Court beschäftigt und für zwei Jahre Mitglied der Ratsversammlung (Governor’s council) der Kolonie Massachusetts. Danach wurde er für zwei Amtsperioden von 1801 bis 1804 ins Repräsentantenhaus gewählt. Eustis repräsentierte im 7. und im 8. Kongress der Vereinigten Staaten Massachusetts. Er setzte sich bei den Wahlen gegen Josiah Quincy und John Quincy Adams durch.
Während dieser Zeit wurde er durch das Abgeordnetenhaus 1804 zum Intendant bestellt, um ein Amtsenthebungsverfahren gegen John Pickering, Richter des Bezirksgerichts New Hampshire, zu führen.
Vom 7. März 1809 bis 13. Januar 1813 war Eustis Kriegsminister der Vereinigten Staaten. Während dieser Amtszeit versuchte er, die US Army auf den bevorstehenden Ausbruch des Britisch-Amerikanischen Krieges 1812 vorzubereiten. Sein Rücktritt kam zeitgleich mit der amerikanischen Wende auf dem Schlachtfeld, was ihm Kritik einbrachte.
Eustis war unter Präsident James Madison zwischen 1814 und 1818 Botschafter in den Niederlanden. Wegen seiner schlechten Gesundheitslage musste er schließlich nach Hause zurück. Zu Hause kaufte und residierte er in der historischen Shirley Mansion in Roxbury.
Später wurde er wieder in das Repräsentantenhaus gewählt und führte von 1820 bis 1823 als Vorsitzender das House Committee on Military Affairs. Er versuchte drei Mal erfolglos, Gouverneur von Massachusetts zu werden (1820, 1821 und 1822), bis er schließlich dann doch noch gewählt wurde. Er war von 1823 bis 1825 Gouverneur von Massachusetts.
Im Februar 1825 starb Eustis in Boston und wurde auf dem Old Burying Ground in Lexington begraben.